# Ellesmere Port and Neston
Ellesmere Port and Neston – były dystrykt w hrabstwie Cheshire w Anglii. W 2001 roku dystrykt liczył 81 672 mieszkańców.

## Civil parishes
- Ince[2].